# Desmogleiny
Desmogleiny – rodzina kadheryn oraz glikoprotein, w skład której wchodzą desmogleina 1 (DSG 1), desmogleina 2 (DSG 2), desmogleina 3 (DSG 3) oraz desmogleina 4 (DSG 4). Biorą one udział w tworzeniu desmosomów, które odpowiadają za połączenia międzykomórkowe nabłonka. W przebiegu pęcherzyc stają się celem autoimmunologicznego ataku. Ich uszkodzenie powoduje rozluźnienie kontaktu pomiędzy komórkami naskórka z następowym wytworzeniem pęcherzy.
Składają się z trzech części: czterech domen zewnątrzkomórkowych, połączonych z jonami wapnia, domeny wewnątrzbłonowej, zakotwiczonej w błonie cytoplazmatycznej oraz z dwóch do sześciu domen wewnątrzkomórkowych, charakterystycznych tylko dla desmoglein.